# Karl von Hase

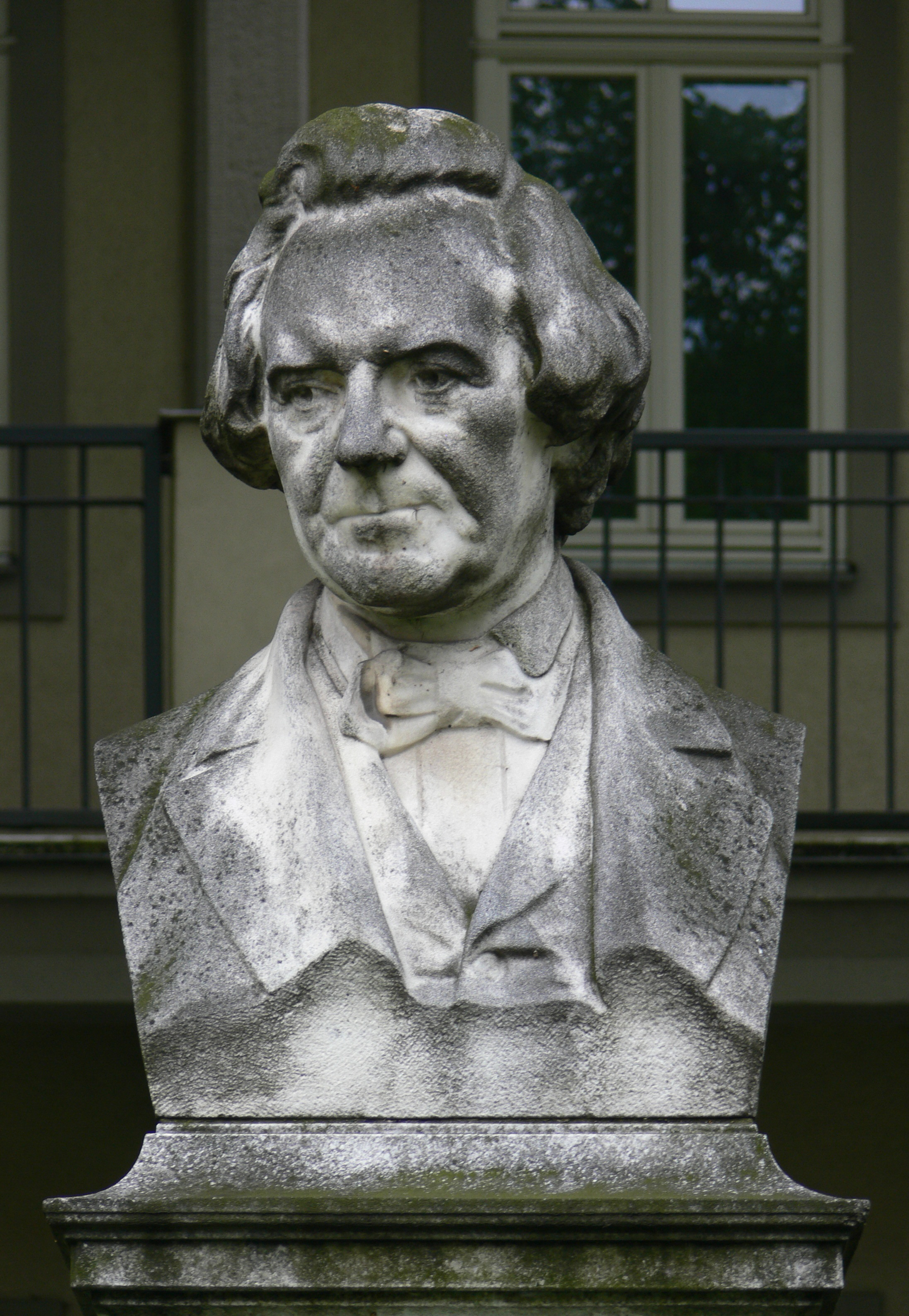
Mellszobra Jénában

Karl August von Hase (Niedersteinbach, 1800. augusztus 25. – Jéna, 1890. január 3.) német protestáns hittudós és egyháztörténetíró.

## Életútja
Bölcsészeti és hittani tanulmányait a lipcsei egyetemen kezdte, de innen a diákszövetségben (Burschenschaft) való részvétele miatt kiutasíttatván, az erlangeni egyetemre ment és már-már a hittudomány magántanárául képesítették Tübingenben 1823-ban, amikor az erlangeni diákszövetséggel való összeköttetése miatt ismét fenyítő-vizsgálat alá került és a hohenaspergi várba 10 havi fogságra vetették. 1829-ben Lipcsében tanári képesítést nyert és még ugyanazon évben a jenai egyetemhez meghívták előbb a bölcsészet és csakhamar azután a teológia tanárául. Bölcsészeti irányát tekintve Fichtéhez, hittudományi álláspontjára nézve pedig Schleiermacherhez és De Wettehez állott közel. A 18. századból átnyúlt népies racionalizmuson csaknem halálos döfést ejtett Hutterus redivivus oder Dogmatik der evangel.-lutherischen Kirche (1827, II. kiad. 1868) című munkája és Röhrrel folytatott polémikus iratai által; de másrészt kiváló ízléssel, művészileg szerkesztett számos munkája által nagy befolyást gyakorolt a nemesebb értelemben vett racionalizmusnak, a hitvallásoktól független szabad irányú kereszténységnek kifejlődésére, általában a vallási tudatnak nemesebbé, mélyebbé, elevenebbé tételére. Legnagyobb egyháztörténeti művéből, Kirchengeschichte auf akademischer Grundlage, csak az I. kötetet érte meg (1888); a többi 3 kötetet kiadta Krüger (1890-93). Farkas József 1865-ben megjelent Egyháztörténelem című munkáját Hase nyomán írta.

## Munkái
- Lehrbuch der evangelischen Dogmatik (6. kiad. 1870)
- Gnosis (1869)
- Theologische Streitschriften (1834-37)
- Das Leben Jesu (mely 5. kiadása óta a Geschichte Jesu címet viseli, 1865-ben jelent meg)
- Kirchengeschichte (10. kiadás 1877)
- Die beiden Erzbischöfe (1839)
- Neue Profeten (2. kiad. 1860)
- Franz von Assisi (1856)
- Das geistliche Schauspiel (1858)
- Sebastian Frank von Wörd (1869)
- Handbuch d. protestantischen Polemik gegen die röm.-katholische Kirche (5. kiad. 1891; magyarra fordította Hegedüs János, Budapest, 1874-82)
- Katerina von Siena (1864)
- Geschichte Jesu (1875)
- Ideale und Irrthümer, Jugenderrinnerungen (2. kiad. 1873, némileg önéletrajznak tekinthető)
- Des Kulturkapmfs Ende (1879)
- Rosenvorlesungen kirchengeschichtlichen Inhalts (1880)

## Magyarul
- Egyháztörténelem; Hase K. nyomán Farkas József; szerzői, Pest, 1865-1867
  - 1. Krisztus születésétől a reformátióig
  - 2. A reformatiótól a mai időkig
- Hase Károly: A protestans polemika kézikönyve, 1-2.; ford. Hegedűs János; Franklin, Bp., 1874-1875
- Hase Károly Ágost: Egyháztörténelem. Tankönyv akadémiai előadások számára 1-2. köt.; ford. Jausz Vilmos; Evangélikus Theologiai Önképzőkör Önsegélyző Alapja, Sopron, 1893
  - Ókor
  - Középkor